# شاندي أوليا
نيماس شاندي أوليا أو شاندي أوليا (بالإندونيسية: Shandy Aulia)‏ هي ممثلة إندونيسية. ولدت في 23 يونيو 1987 في جاكرتا.

## روابط خارجية
- شاندي أوليا على موقع IMDb (الإنجليزية)
- شاندي أوليا على موقع قاعدة بيانات الفيلم (الإنجليزية)